# 克斯拉恩
克斯拉恩是德国巴伐利亚州的一个市镇。总面积25.49平方公里，总人口1904人，其中男性939人，女性965人（2011年12月31日），人口密度75人/平方公里。